# Ammonastes
Ammonastes is een geslacht van vogels uit de familie Thamnophilidae. Het geslacht telt één soort:
- Ammonastes pelzelni  –  Grijsbuikmiervogel